# Żydele
Żydele (lit. Žydeliai) – wieś na Litwie, w okręgu wileńskim, w rejonie ignalińskim, w gminie Ignalino.

## Historia
W czasach zaborów wieś włościańska w gminie Zabłociszki, w powiecie święciańskim, w guberni wileńskiej Imperium Rosyjskiego. W 1866 roku miała 63 mieszkańców w 8 domach. W 1905 roku liczyła 115 mieszkańców, 176 dziesięcin.
W dwudziestoleciu międzywojennym zaścianek i wieś leżały w Polsce, w województwie wileńskim, w powiecie święciańskim, w gminie Kołtyniany.
W 1931:
- wieś w 22 domach zamieszkiwało 99 osób[3].
- zaścianek w 1 domu zamieszkiwały 3 osoby[3].

Od 1945 roku w Litewskiej Socjalistycznej Republice Radzieckiej.
Od 1990 na niepodległej Litwie.